# Pierre Pinoncelli
Pierre Pinoncely, dit Pierre Pinoncelli, est un peintre et artiste comportemental français, spécialiste des « happenings » artistiques, né le 15 avril 1929 à Saint-Étienne et mort le 9 octobre 2021 à Saint-Rémy-de-Provence.

## Biographie
La première partie de sa vie artistique est consacrée à la peinture. Pierre Pinoncelli commence à peindre en 1954. Ses toiles les plus connues sont des grands formats un peu inquiétants représentant des êtres fantomatiques ou squelettiques. La matière picturale est très dense un peu à la manière de Jean Dubuffet. En 1962, il expose pour la première fois à Paris sa série des « Quarante Morts » à la galerie Lacloche, place Vendôme, exposition saluée par la critique de l'époque.
Un temps cadre commercial dans une société de négoce de grains, il se revendique comme membre de l'École de Nice. Il se fait connaître par des happenings spectaculaires et provocants, qui prirent une place importante dans son œuvre à partir de 1967.
En 1969, il asperge André Malraux d'encre rouge avec un pistolet à peinture lors de l'inauguration du musée Chagall de Nice. La même année, il signe à Bordeaux son happening « anti pain » en brûlant publiquement des baguette de pain en chantant « À bas le pain ». En 1975, il attaque symboliquement une banque à Nice, muni d'un fusil chargé à blanc et pour un butin de dix francs, pour protester contre le jumelage de cette ville avec Le Cap, durant l'apartheid.
Le 25 août 1993, au Carré d'Art de Nîmes, il urine dans la Fontaine de Marcel Duchamp, puis lui donne un violent coup de marteau ; pour ce vandalisme d'œuvre d'art, il est condamné à un mois de prison avec sursis et 286 000 francs de dommages-intérêts. Le 4 janvier 2006, il attaque de même au marteau un urinoir de Duchamp figurant dans l'exposition Dada au Centre Georges-Pompidou à Paris, l'ébréchant légèrement. Il est condamné, en première instance, à trois mois de prison avec sursis et 214 000 euros de dommages-intérêts ; et en appel, à trois mois de prison avec sursis, le musée n'obtenant pas de dommages-intérêts.
« L’esprit dada, revendique-t-il, c’est l’irrespect [...] C'était un clin d'œil au Dadaïsme, j'ai voulu rendre hommage à l'esprit dada. » Il accuse par ailleurs le directeur du musée national d'Art moderne, Alfred Pacquement, qui s'est porté partie civile, de diriger une institution qui représente « le point extrême de l'imbécillité convulsive ». Lors de sa défense devant le tribunal correctionnel de Nîmes, il avait déclaré qu'il s'agissait « d'achever l'œuvre de Duchamp, en attente d'une réponse depuis plus de quatre-vingts ans ; un urinoir dans un musée doit forcément s'attendre à ce que quelqu'un urine dedans un jour, en réponse à la provocation inhérente à la présentation de ce genre d'objet trivial dans un musée [...]. L'appel à l'urine est en effet contenu ipso facto — et ce dans le concept même de l'œuvre — dans l'objet, vu son état d'urinoir. L'urine fait partie de l'œuvre et en est l'une des composantes [...]. Y uriner termine l'œuvre et lui donne sa pleine qualification. [...] On devrait pouvoir se servir d'un Rembrandt comme planche à repasser ».
En juin 2002, il se tranche une phalange du petit doigt avec une hache en hommage à Íngrid Betancourt, dans le cadre de la négociation avec les FARC pour sa libération.
Le 15 février 2013, au Musée d'art moderne et d'art contemporain de Nice, Pierre Pinoncelli participe à la diffusion d'un film sur Fontaine de Marcel Duchamp ainsi qu'à la présentation d'un urinoir de sa propre série.
En 2014, est publié le catalogue raisonné de l'œuvre de Pierre Pinoncelli en trois tomes, par l'Association des Amis de Pinoncelli.